# Hertzsprung-Russelldiagram

Figuur 1

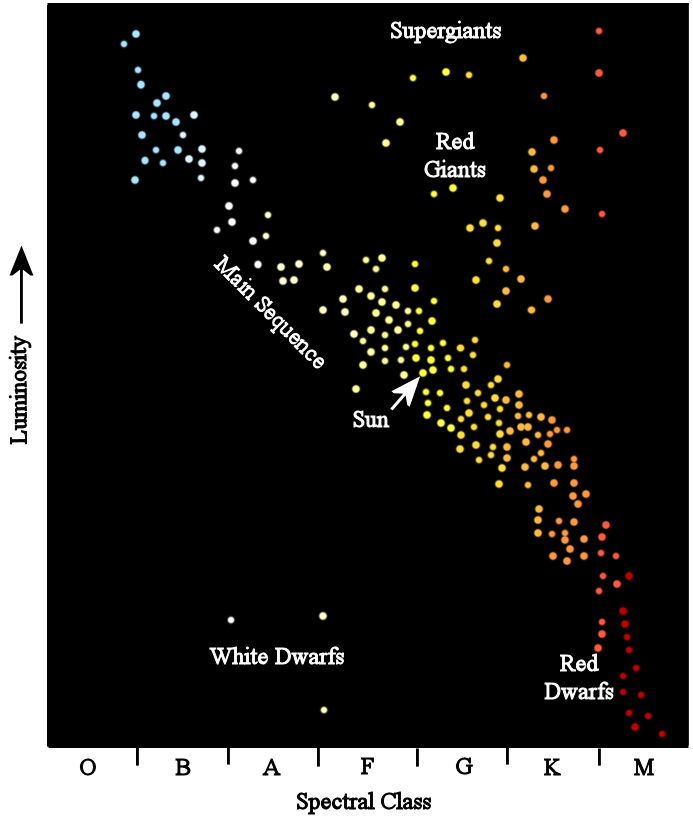
Figuur 2

Het Hertzsprung-Russelldiagram of HR-diagram is een puntenwolk waarin:
- Op de verticale as de absolute helderheid van een ster staat. Dit uitgedrukt als de absolute magnitude (magnitude gecorrigeerd voor afstand en interstellaire extinctie) of als de logaritme van de lichtkracht L uitgedrukt in zonslichtkracht (fig. 3).
- Op de horizontale as staat een variabele gerelateerd aan de oppervlaktetemperatuur. Bijvoorbeeld de B-V-kleurindex (fig. 1) of spectraalklasse (fig. 2), of de effectieve temperatuur. De temperatuur neemt toe van rechts naar links.

Het diagram is de gebruikelijke basis voor de classificatie van sterren en wordt gebruikt om hun evolutie te beschrijven. Het is genoemd naar Ejnar Hertzsprung en Henry Norris Russell die het in 1905 en 1913 onafhankelijk van elkaar ontdekten. Het Hertzsprung-Russelldiagram wordt ook wel kleur-magnitude-diagram genoemd (als die parameters erin geplot worden).

## Structuur van het diagram
Linksboven in het diagram zijn de hete heldere sterren en rechtsonder staan de koele en minder heldere sterren. De verticale as bevat de absolute (werkelijke) hoeveelheid energie die de ster uitstraalt, steeds in een logaritmische eenheid (absolute magnitude of logaritme van de lichtkracht, met de lichtkracht van de zon (3,85 × 1026 J/s) als eenheid). Indien op de horizontale as ook de temperatuur logaritmisch wordt uitgezet, liggen sterren met gelijke straal op evenwijdige rechte lijnen in het diagram. Deze lijnen lopen van linksboven naar rechtsonder. De afstanden tussen de lijnen van gelijke straal stemmen ook overeen met de logaritme van de straal: bijvoorbeeld, de afstand tussen de lijn met sterren van 1 zonstraal en die van 10 zonstralen is gelijk aan de afstand tussen de lijnen van 10 en 100, of van 100 en 1000 zonstralen. Uit de wet van Stefan-Boltzmann volgt:
{\displaystyle L\,=\,4\pi \,R^{2}\sigma T_{e}^{4}}
met daarin
- L: de bolometrische lichtkracht van de ster in J/s, dit is de lichtkracht geïntegreerd over alle golflengten
- R: de straal van de ster in meter
- {\displaystyle \sigma }: de Stefan-Boltzmann-constante, met een waarde van 5,6704 × 10−8 J s−1 m−2 K−4
- {\displaystyle T_{e}}: de effectieve temperatuur van de ster

## Sterbevolking van het diagram

### De hoofdreeks
Indien de sterren van een statistisch voldoende groot volume in de Melkweg in het diagram geplaatst worden, valt het op dat circa 90% van de sterren op een nauwe band van links boven tot rechts onder liggen. Dit is de hoofdreeks. Het feit dat deze band 90% van de sterren bevat, komt van het feit dat een ster 90% van haar levensduur in de stabiele fase van waterstofverbranding in de kern doorbrengt. Zie hierover de artikelen over sterevolutie en Proton-protoncyclus. Voor deze sterren geldt tijdens deze stabiele fase een vrij strikt verband tussen temperatuur, lichtkracht, massa en straal. Deze vier parameters stijgen of dalen samen, maar een vijfde parameter, de totale levensduur van de ster, die ook aan deze vier verbonden is, varieert omgekeerd: hoe heter, helderder, zwaarder en groter de ster, hoe korter de levensduur.

### Reuzen en superreuzen
Bovenaan rechts bevinden zich de rode reuzen en superreuzen. Rood gezien hun relatief lage effectieve temperatuur van typisch zo'n 3000 K, reus omdat hun straal een factor 100 tot 1000 groter is dan bij een hoofdreeksster van dezelfde temperatuur. Dit zijn sterren die in de eindfase van hun leven zitten, en enorm uitgezette, maar zeer ijle buitenlagen hebben. Deze sterren zijn ook onderhevig aan een continu massaverlies door sterrenwind.
Links bovenaan op de hoofdreeks bevinden zich de blauwe reuzen. Dit zijn hoofdreekssterren met een zeer hoge massa, tot enkele tientallen keer de massa van de zon. De blauwe kleur is een gevolg van hun hoge temperatuur (een paar tienduizenden Kelvin). Ze stralen het grootste deel van hun energie uit in het ultraviolet. De hogere massa gaat gepaard met een nog veel hogere lichtkracht waardoor de totale levensduur drastisch lager is dan bij een ster zoals de zon.

### Witte dwergen
Onder de hoofdreeks vindt men een groep sterren, de witte dwergen. Dit zijn eindproducten van sterren met lagere massa zoals de zon. De weinige energie die ze nog uitstralen is thermische afkoeling. In deze sterren vinden geen kernfusies meer plaats. Het zijn sterren met een massa van een kleine ster, maar met de afmeting van een planeet.

## Gebruik in het kader van sterevolutie
De sterren bevinden zich direct na hun vorming op de hoofdreeks en blijven daar circa 90% van hun totale levensduur. Als de waterstof in de kern is gefuseerd tot helium zal de kern door de zwaartekracht inkrimpen. Dit heeft twee gevolgen:
1. De temperatuur in de kern stijgt tot een niveau dat kernfusie van helium in zwaardere elementen (koolstof, stikstof) op gang komt, en de ster dan weer tijdelijk in een relatief stabiele fase doet belanden.
2. Rond de samentrekkende kern ontstaat een zone waarin waterstofverbranding plaatsvindt, de zogenaamde waterstof-schilverbranding. De grote energieproductie die hiermee gepaard gaat doet de lichtkracht van de ster stijgen, en doet de buitenlagen enorm uitzetten. De ster is nu een rode reus geworden en verlaat de hoofdreeks om zich langs de rechterzijde van het HR-diagram omhoog te bewegen.

De verdere evolutie wordt sterk bepaald door de massa van de ster en wordt beschreven door de sterevolutie. Onze zon bevindt zich momenteel reeds vijf miljard jaar op de hoofdreeks, en zal er nog zo'n vijf miljard jaar blijven voordat ze een rode reus wordt. Daarna zal ze via het stadium van planetaire nevel in een witte dwerg evolueren.
Het pad dat een ster tijdens haar evolutie in het Hertzsprung-Russelldiagram volgt, heet evolutiespoor. Evolutiesporen kunnen theoretisch worden berekend door middel van wiskundige modellen van sterren. Door evolutiesporen van verschillende massa's te plotten op het Hertzsprung-Russelldiagram van een bolvormige sterrenhoop kan de leeftijd en de afstand van de bolhoop bepaald worden.